# Sit ratllat
El sit ratllat (Oriturus superciliosus) és una espècie d'ocell de la família dels Passerèl·lids (Passerellidae). És endèmic de Mèxic i pertany al gènere monotípic Oriturus.

## Taxonomia
Es reconeixen dues subespècies:
- O. s. superciliosus (Swainson, 1838), la subespècie nominal, centre i sud de Mèxic.
- O. s. palliatus (Van Rossem, 1938) nord-oest i oest de Mèxic.